# 米德尔伯里 (佛蒙特州)
米德尔伯里（或譯米德爾堡）位于美国佛蒙特州西部，是艾迪生县的县治所在，面积101.4平方公里。根据2000年美国人口普查，共有8,183人，其中白人占94.27%、亚裔美国人占1.87%、非裔美国人占1.09%。